# Almåsaberget

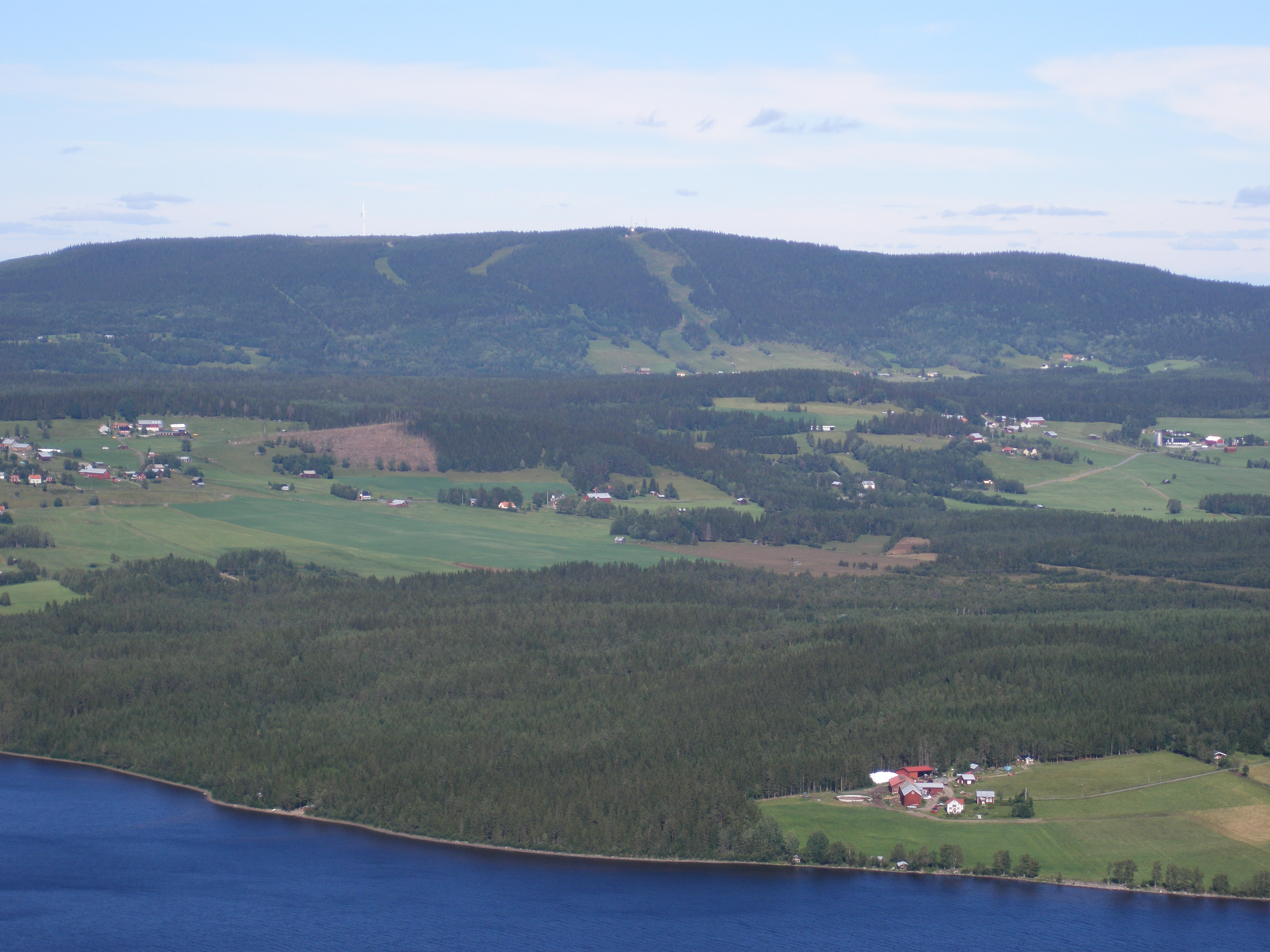
Almåsaberget sett från Hällberget

Almåsaberget är ett 706 meter högt berg i Offerdals socken, Krokoms kommun, Jämtland. Almåsabergets skidbackar tillhör Jämtlands främsta slalombackar utanför fjällområdet. Almåsabergets slalombackar började anläggas på hösten 1972 av dåvarande Offerdals landskommun.
Vid bergets fot ligger Almåsa, en gammal jordbruksby med anor från medeltiden. På båda sidor om slalombackarna finns ödesbölen.
På Almåsaberget har under senare år en vindkraftsverkspark anlagts.